# Gaia Aikman
Gaia Aikman (Paramaribo (Suriname), 7 april 1992) is een Surinaams-Nederlandse zangeres en musicalactrice.

## Biografie
Aikman werd geboren in Paramaribo en verhuisde op jonge leeftijd met haar moeder naar Nederland.

## Carrière
In 2004 maakte ze haar debuut in musicals als jonge Nala in de Nederlandse versie van The Lion King. Drie jaar later, in 2007, nam Aikman deel aan het Junior Songfestival met haar zelfgeschreven nummer Zingen is Leven. In 2014 behaalde ze haar diploma aan de Lucia Marthas Institute for Performing Arts in Amsterdam. In 2016 speelde ze opnieuw in The Lion King, ditmaal als de volwassen Nala. Aikman is hiermee de eerste actrice die zowel de rol van jonge als volwassen Nala vertolkte. In 2019 speelde Aikman deze rol in West End, Londen.
In 2024 sprak en zong ze de de stem in van Elphaba in de Nederlandse versie van de film Wicked.

## Onderscheidingen
Aikman won in 2023 tijdens het Musical Award Gala de prijs voor Beste vrouwelijke hoofdrol in een grote musical, voor haar rol in Aida.

## Theater
| Jaar         | Titel                        | Rol                                  | Producent                     |
| ------------ | ---------------------------- | ------------------------------------ | ----------------------------- |
| 2004         | The Lion King                | Jonge Nala                           | Stage Entertainment           |
| 2014         | Tropical Heat                | n.v.t.                               | Jeans Company BV              |
| 2015         | Onontdekt                    | Larissa                              | Zep Theaterproducties         |
| 2015         | Dreamgirls                   | Ensemble                             | Stage Entertainment           |
| 2015-2016    | The Bodyguard                | Ensemble                             | Stage Entertainment           |
| 2016-2019    | The Lion King                | Nala                                 | Stage Entertainment           |
| 2019         | The Lion King                | Nala                                 | Disney Theatrical Productions |
| 2020 - 2022  | Tina: de Tina Turner musical | Alline Bullock / Tina Turner (cover) | Stage Entertainment           |
| 2023 - 2024  | Aida                         | Aida                                 | Stage Entertainment           |
| 2024 - heden | '40-'45                      | Leah Liebmann                        | Studio 100                    |

## Filmografie

### Film
| Jaar | Titel                 | Rol             | Opmerkingen      |
| ---- | --------------------- | --------------- | ---------------- |
| 2020 | Jingle Jangle         | Jessica Jangle  | Nasynchronisatie |
| 2021 | PAW Patrol: The Movie | Overige stemmen | Nasynchronisatie |
| 2022 | Lightyear             | Overige stemmen | Nasynchronisatie |
| 2022 | Matilda               | Marije Engel    | Nasynchronisatie |
| 2024 | Wicked                | Elphaba         | Nasynchronisatie |

### Televisie
| Jaar | Titel                       | Omroep/Zender | Opmerkingen                              |
| ---- | --------------------------- | ------------- | ---------------------------------------- |
| 2007 | Junior Songfestival         | AVRO          | Kandidate, viel af in de halve finale    |
| 2017 | The Voice of Holland        | RTL 4         | Kandidate                                |
| 2018 | Oh, wat een jaar!           | RTL 4         | Muzikale gast                            |
| 2023 | Ik hou van Holland          | SBS6          | Deelneemster                             |
| 2024 | Stars on Stage              | RTL 4         | Zangeres                                 |
| 2024 | Weet Ik Veel                | RTL 4         | Deelneemster                             |
| 2024 | The Passion                 | KRO-NCRV      | Actrice en zangeres, als Maria Magdalena |
| 2024 | Gouden Televizier-Ring Gala | AVROTROS      | Zangeres, openingsact                    |
| 2024 | Waku Waku                   | KRO-NCRV      | Deelneemster                             |
| 2024 | Scrooge Live                | Omroep MAX    | Carol Singer                             |
| 2025 | Voor het blok               | AVROTROS      | Deelneemster, samen met Jonathan Vroege  |
| 2025 | Stars on Stage              | RTL 4         | Zangeres                                 |

- MusicBrainz: 8370d25e-a4cc-42e1-869a-312ebc670499